# Biblioteca Centrală Universitară „Eugen Todoran” din Timișoara
Biblioteca Centrală Universitară „Eugen Todoran” (BCUT) este o bibliotecă universitară din Timișoara. Înființată în 1944, aceasta se află în subordinea și finanțarea Ministerului Educației Naționale. BCUT oferă acces la peste un milion de volume, cărți, reviste și alte tipuri de documente. Biblioteca are un sediu central, format din două corpuri de clădire, biblioteci filiale situate în clădirile facultăților UVT, precum și bibliotecile Austria și Britanică.

## Istoric
Crearea unei biblioteci universitare la Timișoara s-a stabilit prin Decretul-lege nr. 660, art. 26, din 30 decembrie 1944, emis de regele Mihai I. La început, fondul de publicații al acestei biblioteci era alcătuit mai ales din cărți și reviste de matematică și fizică. După ce a luat ființă, în 1956, Facultatea de Filologie din Timișoara, biblioteca Institutului Pedagogic a dobândit profil enciclopedic și s-a îmbogățit continuu. Din 1962, odată cu transformarea Institutului Pedagogic în Universitate, Biblioteca Centrală a Universității din Timișoara s-a dezvoltat rapid. Din 1975, este beneficiară a dreptului la depozit legal.
În 1979 s-a dat în folosință și o construcție nouă, destinată exclusiv Bibliotecii Centrale a Universității. Din anul 1992, când, prin Ordinul ministrului Învățământului nr. 6237, din 14 septembrie 1992, Biblioteca Universității din Timișoara a devenit Bibliotecă Centrală Universitară, instituție de interes național, cu personalitate juridică, similară cu cele din București, Cluj-Napoca și Iași. În 1996, prin HG 1297, s-a aprobat extinderea clădirii unității centrale cu un corp nou, în suprafață totală de 5.245 m². Lucrările de construcție au început abia în 1999. Din 8 februarie 2000, Biblioteca Centrală Universitară din Timișoara poartă oficial, conform HG, publicată în MO, I, nr. 58, numele filologului Eugen Todoran. La 1 octombrie 2008 a fost inaugurat noul corp de clădire.

## Clădiri
Biblioteca Centrală Universitară „Eugen Todoran” își desfășoară activitatea într-un sediu central, situat în bd. Vasile Pârvan, nr. 4A, care este compus din două corpuri de clădire: A – corpul vechi și B – corpul nou.

## Biblioteci filiale

### Biblioteca de arte plastice
Situată în str. Oituz, nr. 4, biblioteca de arte plastice acoperă o gamă largă de domenii, de la film și teatru la pictură și arhitectură. Biblioteca este gazda expozițiilor profesorilor și studenților Facultății de Arte și Design din cadrul Universității de Vest.

### Biblioteca de beletristică
Biblioteca de beletristică este cea mai nouă bibliotecă de specialitate a Bibliotecii Centrale Universitare „Eugen Todoran”, inaugurată în luna octombrie 2009. Situata în corpul B al clădirii BCUT, biblioteca de beletristică dispune de un număr de peste 11.000 de volume.

### Biblioteca de chimie și biologie
Situată în clădirea Facultății de Chimie, Biologie, Geografie, biblioteca dispune de colecții de publicații periodice de specialitate, românești și străine, cărți, cursuri și materiale de referință.

### Biblioteca de colecții speciale
Fondul bibliotecii de colecții speciale cuprinde manuscrise vechi, cărți cu autograf, periodice vechi românești și străine, cărți poștale ilustrate, discuri, microfilme, hărți, colecții de fotografii, colecții numismatice etc.

### Biblioteca de drept
Situată în bd. Eroilor, nr. 9A, biblioteca de drept deservește profesorii și studenții Facultății de Drept din cadrul Universității de Vest.

### Biblioteca de educație fizică și sport
Situată în str. Traian Lalescu, nr. 3, biblioteca acoperă mai multe specializări din domeniile educație fizică, sport și kinetoterapie.

### Biblioteca de muzică
Biblioteca de muzică din Piața Libertății, nr. 1 deservește Facultatea de Muzică și Teatru din cadrul Universității de Vest. Biblioteca pune la dispoziția utilizatorilor săi o gamă variată de documente tradiționale și multimedia – note muzicale, casete audio, CD-uri, CD-ROM-uri etc.

### Biblioteca de periodice
Biblioteca de periodice este situată în corpul A al clădirii Bibliotecii Centrale Universitare „Eugen Todoran”. Biblioteca oferă spre consultare edițiile curente și retrospective ale publicațiilor periodice (ziare, reviste etc.) centrale și ale celor din zona de vest a țării. Depozitul de periodice cuprinde peste 8.000 de volume ale aprox. 700 de titluri.

### Biblioteca de științe economice
Situată în str. J. H. Pestalozzi, nr. 16, biblioteca de științe economice pune la dispoziție cărți, periodice, dicționare, enciclopedii și alte surse de informare în domenii precum finanțe, contabilitate, management, marketing, turism etc.

### Biblioteca de științe exacte, ale naturii și istorie
Biblioteca a luat naștere în urma comasării bibliotecilor de matematică–informatică, fizică și geografie.

### Biblioteca de științe politice și sociale
Situată în corpul B al clădirii Bibliotecii Centrale Universitare „Eugen Todoran”, biblioteca de științe politice și sociale a fost înființată în anul universitar 1998, pe baza unui fond de carte de specialitate primit sub formă de donație din SUA.

### Biblioteca de științe umaniste
Biblioteca de științe umaniste pune la dispoziția utilizatorilor cărți, periodice, lucrări de referință (dicționare, enciclopedii etc.), presă literară și de cultură, cursuri universitare, dar și lucrări de doctorat din domeniul filologiei.

### Biblioteca de teologie ortodoxă
Biblioteca de teologie ortodoxă din str. Bogdăneștilor, nr. 32A este una dintre cele mai tinere biblioteci filiale ale BCUT. La înființarea bibliotecii a contribuit și Nicolae Corneanu, Mitropolit al Banatului între 1962 și 2014, care a donat cărți, publicații periodice, albume ș.a.